# Hjerte (symbol)
 For alternative betydninger, se Hjerte (flertydig). (Se også artikler, som begynder med Hjerte)
Hjerte (♥) er symbol på kærlighed.
Et af kristendommens mange symboler er hjertet, og Jesu hjerte har siden det 17. århundrede været genstand for særlig dyrkelse i den katolske kirke. Kirkefest, flere ordener og en hel del kirker er viet Jesu Hjerte, blandt andet Sacré-Coeur i Paris og Jesu Hjerte Kirke i København.
Hjertet var oprindeligt et symbol for et blad fra et meget gammelt græsk træ, som de gamle grækere mente måtte være vejen til udødelighed.
Det var først i 1500-tallet, at man misforstod betydningen af dette livssymbol, da man holdt op med at male bladene i grøn, men startede med også at male dem i rød.
Man har også brugt formen på genstande, der havde relation til romantisk kærlighed som det ses med det danske samling af kærlighedssange kaldet Hjertebogen fra 1550'erne.